# تسلرندورف
تسلرندورف (بالألمانية: Zellerndorf) هي بلدة في مقاطعة هولابرون في النمسا السفلى.